# (3758) Karttunen
(3758) Karttunen – planetoida z pasa głównego asteroid okrążająca Słońce w ciągu 4 lat i 99 dni w średniej odległości 2,63 j.a. Została odkryta 28 listopada 1983 roku w Lowell Observatory, Anderson Mesa Station  przez Edwarda Bowella. Nazwa planetoidy została nadana na cześć Hannu Karttunena, fińskiego astronoma. Przed jej nadaniem planetoida nosiła oznaczenie tymczasowe (3758) 1983 WP.